# Short Cuts
Short Cuts er en amerikansk film fra 1993, instrueret af Robert Altman. Der er tale om en ensemblefilm med en række episoder efter en række noveller af Raymond Carver, der i filmen fletter sig ind i hinanden, og hver af disse episoder er et lille hverdagsdrama. På grund af formen er der ikke en lille gruppe af hovedroller, men i filmen medvirker en lang række af store stjerner, herunder Julianne Moore, Jack Lemmon, Tim Robbins og Lily Tomlin. 
Filmen blev godt modtaget i Europa, hvor den vandt adskillige priser, herunder en Bodil for bedste amerikanske film, mens den fik en mere kølig modtagelse i hjemlandet USA med kun en enkelt Oscar-nominering.

## Handling
1. Ann og Howard lever et lykkeligt liv i velstand med deres søn, der netop skal fejre otteårs fødselsdag, da han på vej til skole bliver ramt af en bil, ført af Doreen. Han kommer selv hjem, men kommer på hospitalet, hvor hans far og mor våger over ham på skift, mens Ralph Wyman forsøger at redde drengen. Undervejs kommer Paul, Howards far, men det bliver lidt akavet, da det er årevis siden, de har set hinanden sidst. Undervejs fornærmer Howard den bager, som Ann har bestilt en fødselsdagskage hos, og han svarer igen med telefonterror mod familien. Drengen dør, og Ann og Howard finder ud af, hvem der er ansvarlig for telefonterroren og opsøger bageren, der fortryder sin handling, da han finder ud af, hvorfor kagen ikke blev hentet.
2. Marian er en avanceret kunstner, der maler store billeder af blandt andet sin nøgne søster. Manden, Ralph, er noget konservativ på hjemmefronten og er træt af, at Marian har inviteret Claire og Stuart, som de har mødt til koncert med Zoe, til grillaften. Mens de venter på parret, konfronterer Ralph Marian med en episode fra tidligere, hvor hun måske havde en affære. Marian indrømmer efterhånden dette, hvilket tilsyneladende var det, Ralph ville opnå.
3. Stuart tager i begyndelsen med to venner på fisketur på et afsides sted. Undervejs får de lidt at spise på et cafeteria, hvor de laver fis med Doreen og hendes korte skørt. Da de når frem til fiskestedet, finder de et lig af en nøgen kvinde i vandet. De har langt tilbage til civilisationen og i deres tvivlrådighed ender de med at binde liget fast, så det ikke flyder væk, gennemfører deres fisketur og melder først ligfundet, da de et par dage senere vender hjem. Stuart fortæller dette til sin kone Claire, der bliver dybt forarget og søger at sone mandens fejl ved at tage til den døde kvindes begravelse. Bagefter tager parret til grillaften hos Wyman's, hvor fisken brænder på, alle bliver fulde og sminket som klovner af Claire.
4. Jerry er poolrenser og sammen med Bill stærkt sexfikseret. Han renser bl.a. pool hos Ann og Howard, samt senere hos naboen Tess, hvor han fascineres af dennes datter Zoe, der smider sig nøgen i poolen. Samtidig oplever han sin kone Lois, der passer hus og børn, mens hun konstant yder telefonsexydelser. Jerry bliver frustreret over at høre om alt det, Lois siger hun gør ved kunderne, mens deres private sexliv tilsyneladende er ret ordinært. Lois og Jerry tager med Honey og Bill på skovtur, hvor Bill og Jerry går afsides for at lægge an på to piger. Jerry ender med i sine sexfrustrationer at slå den ene pige ihjel.
5. Honey lover i starten at passe naboens lejlighed og fisk, mens de er væk en måned. Bill overtaler Honey til, at de flytter midlertidigt ind i lejligheden, der er langt mere luksuriøs end deres egen. Bill går meget op i sin makeup-uddannelse og arrangerer splatter-agtige scener med Honey i hovedrollen, hvilket han tager billeder af.
6. Gene er en politimand, der er træt af kone og børn og derfor har fundet sig elskerinden Betty. Han dækker over det derhjemme ved at tale om en hemmelig mission, og han misbruger sin politimagt adskillige gange til bl.a. at få telefonnummeret på Claire. Han tager endvidere familiens gøende hund med langt væk og slipper den løs, mens familien oprørt tror, at den er løbet væk. Imens søger han at opretholde forholdet til Betty, der dog søger at undgå ham lidt. Konen Sherri har regnet hans affære ud, men ved at fortælle ham om, at hun sidder nøgenmodel for søsteren, tænder hun ham igen, og han ender med at hente familiens hund tilbage.
7. Earl har altid haft drømme om at få en bedre tilværelse for Doreen og ham, men han drikker lidt for meget, blandt andet på natklubben, hvor Tess synger, og Doreen truer med at smide ham ud. Han er ligeglad med at høre om hendes uheld med Finnigans dreng, som Doreen er oprevet over. Doreen ender dog med at tilgive ham, og Earl forbedrer sig også.
8. Betty er skilt fra Stormy, der dog af og til kommer for at se deres fælles søn. Han er skinsyg på hendes nye elsker, og det går op, at det hus, hun bor i, til dels er Stormys. Da Betty og sønnen drager af sted med den elsker, som heller ikke Gene kender, hævner Stormy sig på hende ved systematisk at ødelægge hendes hjem.
9. Tess er en falleret jazzsangerinde, der for mange år siden fik Zoe sammen med en mand, som hun aldrig rigtig har fortalt sin datter om. Zoe er en dygtig cellist, men hun savner ømhed fra sin mor og simulerer flere selvmord, som moderen dog ikke reagerer på. Da Zoe hører om naboens søn, der er død, tager hun stærkt berørt ind til moderens natklub og fortæller hende det. Tess er ligeglad, og det tager Zoe som det endegyldige tegn på moderens følelseskulde. Hun tager hjem og begår selvmord. Da Tess kommer hjem og finder hende, afslører hun, at hun alligevel har følelser.

## Medvirkende
- Ann Finnigan, pylret mor (Andie MacDowell)
- Howard Finnigan, kendt tv-person og gift med Ann (Bruce Davison)
- Paul Finnigan, Howards far (Jack Lemmon)
- Marian Wyman, kunstmaler (Julianne Moore)
- Ralph Wyman, dygtig hospitalslæge (Matthew Modine)
- Claire Kane, professionel klovn (Anne Archer)
- Stuart Kane, arbejdsløs ekspedient og lystfisker (Fred Ward)
- Lois Kaiser, professionel telefonsex-udøver (Jennifer Jason Leigh)
- Jerry Kaiser, swimmingpool-renser (Chris Penn)
- Honey Bush (Lili Taylor)
- Bill Bush, makeup-artiststuderende (Robert Downey Jr.)
- Sherri Shepard, hjemmegående, søster til Marian (Madeleine Stowe)
- Gene Shepard, macho-betjent (Tim Robbins)
- Doreen Piggot, servitrice (Lily Tomlin)
- Earl Piggot, limousinechauffør (Tom Waits)
- Betty Weathers, kæreste med Gene (Frances McDormand)
- Stormy Weathers, Bettys eksmand og pilot (Peter Gallagher)
- Tess Trainer, natklubsangerinde (Annie Ross)
- Zoe Trainer, cellospiller og datter af Tess (Lori Singer)
- Andy Bitkower, bager (Lyle Lovett)

## Priser og nomineringer
- Nomineret til en Oscar for bedste instruktør.
- Vandt Bodilprisen for bedste amerikanske film.
- Vandt en Golden Globe specialpris for bedste skuespillerensemble.
- Vandt Guldløven ved Filmfestivalen i Venedig